# BASILISK～甲賀忍法帖～
《BASILISK～甲賀忍法帖～》是由日本漫畫家瀨川雅樹所作的日本漫畫作品。2005年由日本動畫公司GONZO製作電視动画。漫畫和動畫皆自日本作家山田風太郎的同名小说。
动画中的故事发生在慶長十九年（1614年），伊賀與甲賀两族忍者各代表德川幕府大将军德川家康的孫子竹千代（德川家光）與國千代（德川忠長）相互厮杀，来决定三代将军的人选。而這兩族忍者，分别为甲賀卍谷眾和伊賀锷隐組，殘酷的战鬥在這二十名忍者间展开。

## 故事大綱
慶長十九年（1614年），取得天下的德川家康為繼承問題堪憂，他不想犧牲自己麾下的武士，便令相互仇視的伊賀和甲賀兩大忍術宗家相爭，進行十人對十人的忍術生死戰，以解決繼承問題。甲賀隸屬國千代派（德川忠長），伊賀隸屬竹千代派（德川家光），雙方宗長在卷軸寫上門下十個忍者的姓名，並在締下戰約後相殺，雙雙身亡。這些姓名中包括雙方繼承人甲賀弦之介和伊賀朧，他們分處兩個陣營卻彼此相愛，原本要論及婚嫁，但這場戰事破壞了他們的姻緣。
卷軸傳回甲賀卍谷和伊賀鍔隱谷的邊界，伊賀鍔隱眾讀過卷軸後，隱瞞雙方開戰的消息並殺掉甲賀忍眾中的三人，後朝甲賀卍谷出擊，但他們的行動失敗，只捉住甲賀的胡夷便撤退。甲賀忍眾得知開戰的消息後，殺死伊賀中的一人，並趕往鍔隱谷營救弦之介。
雙方首領都得知了開戰的消息，弦之介靠著強大的眼術壓制伊賀忍眾，撤回甲賀卍谷。瓏不願意見到雙方兵戎相見可能為鍔隱造成的崩壞，使用秘藥封住雙眼及自己的眼術。弦之介打算率甲賀眾到駿府城想向德川家康詢問原委，伊賀眾趁他們露宿時追擊，封住了弦之介的雙眼。雙方在路途中持續激鬥，各剩三人。
伊賀眾遇見竹千代的乳娘阿福（春日局），與她一同前去駿府城，在阿福的協力下，雙方廝殺之後，演變成僅剩弦之介和朧的局面。雙方的決鬥由服部半藏擔任裁判，決鬥開始後，瓏当即自殺，弦之介在卷軸上寫下瓏的名字後也随之殉情。德川家光繼任德川幕府第三代將軍。

## 登場人物

### 甲賀卍谷眾
甲賀彈正（聲優：小林清志、羽多野涉（年輕時）／陳曙光、劉昭文（年輕時）／陳幼文、孫德成（年輕時））
甲賀卍谷眾之首。年輕時曾與伊賀阿幻相戀，但兩人最後沒有結果，得意武器為毒針。於第1集殺死阿幻之時被臨終的阿幻以頸項上的毒針刺中身體死亡，第二個犧牲者。
甲賀弦之介（聲優：鳥海浩輔／陳廷軒／吳文民）
甲賀彈正之孫，與伊賀阿幻一族的少主 — 朧是一對戀人，一心期望甲賀與伊賀之間能有真正的和平。幼時曾跟隨室賀豹馬學習忍法，得意忍術為瞳術，發動時能使敵方對己有殺意者自相殘殺。於第24集時與阿朧的決鬥中因阿朧自殺而成為最後存活者，其後用血於人名卷軸上刪掉所有人名並寫上伊賀鍔隱組獲勝後自殺，與阿朧兩人殉情告終。
風待將監（聲優：千千和龍策／馮錦堂）
甲賀十人眾之一。有著如蜘蛛般的外型，口中吐出的痰比膠還要強韌數百倍，用以封鎖對方行動。在遭逢伊賀五人襲擊時，更展開了比擬巨大蜘蛛網大範圍封鎖。於第3集遭螢火的忍法擾亂之際被蓑念鬼利用築摩小四郎的鐮刀劈中頭顱重傷，最後螢火拷問有關夜叉丸的下落時意外將之殺死，第三個犧牲者。
地蟲十兵衛（聲優：伊丸岡篤／翟耀輝）
甲賀十人眾之一。平時以他人抬轎代步，雖然缺少四肢，但卻能如蛇般高速行進。精於占星術，而且精確無比。在占卜中得知首領甲賀彈正有危險，途中遇到伊賀忍者，出其不意將藥師寺天膳“殺死”。其忍術為發射藏於食道內的匕首，並以長舌操控之。於第3集遭藥師寺天膳一刀從上而下劈開而死，第四個犧牲者。
霞刑部（聲優：北川勝博／黃健強／陳幼文）
甲賀十人眾之一。身材高壯，剃光身上所有毛髮，藉此能與牆壁或地面同化。喜愛獨自行動。於第15集因忍術被朱絹的血霧影響而露出破綻，因而遭藥師寺天膳殺死，第十二個犧牲者。
鵜殿丈助（聲優：平勝伊／陳永信／陳幼文）
甲賀十人眾之一。身材肥胖，全身卻能有如氣球般收放，可吸收刀刃斬擊。個性調皮又輕浮。喜歡如朱絹的細腰美女。在小說中描寫其有一定程度的水戰能力。於第4集於水池內遭雨夜陣五郎突襲並進入體內將之殺死，第五個犧牲者。
如月左衛門（聲優：上田陽司／黎景全／孫德成）
甲賀十人眾之一，胡夷之兄。得意忍術為模仿，可幻化成任何人的樣貌、身型、聲音。於第21集變成藥師寺天膳時被已復活的藥師寺天膳本人親自拆解了偽裝，並與阿福的衛兵們一同將之斬殺，第十六個犧牲者。
室賀豹馬（聲優：宮林康／陳卓智）
甲賀十人眾之一。弦之介的舅舅，對弦之介是亦師亦父的存在。得意忍術為瞳術，雖然雙目失明但聽力驚人。個性冷靜沉著，即使在戰鬥開始後他也讚同弦之介的和解路線。由於是盲人受其限制他只能在夜間才能使用他的瞳術。於第18集與筑摩小四郎的戰鬥中中了小四郎的忍術而戰死，死後其屍首被朱絹戮屍泄憤，第十三個犧牲者。
陽炎（聲優：早水理沙／周文瑛→陳凱婷／傅其慧）
甲賀十人眾之一。雪膚花貌的絕色美人。忍術遺傳自其母親，在性慾高漲時會吐出致命的毒氣。在小說被形容為母螳螂般的女性，單戀弦之介。於第21集以為與如月左衛門發生關係時發現該人實際上是藥師寺天膳，其後遭阿福的手下擒住後被藥師寺天膳以無數的針枝嚴重折磨，第23集時重傷之際以忍術試圖與甲賀弦之介雙雙自殺之際遭恢復視力的阿朧阻止之下令自己的忍術能力喪失並死亡，第十七個犧牲者。
胡夷（聲優：木村悠／黎桂芳）
甲賀十人眾之一，如月左衛門之妹。體格豐滿。具有吸血的忍術，而且身上任何一處肌膚都能在瞬間變成吸盤，緊緊吸附敵人的皮膚。與哥哥感情很好。於第8集試圖以忍術擊殺蓑念鬼之時反被對方萬刺穿身而死，臨終前以心靈交流的方式向已假扮成夜叉丸的如月左衛門交代有關人名卷軸的事，第八個犧牲者。

### 伊賀鍔隱組
阿幻（聲優：京田尚子、澤城美雪（年輕時）／黃鳳英／傅其慧）
伊賀鍔隠眾之首，在伊賀鍔隱中唯一可牽制藥師寺天膳的人。年輕時是極漂亮的美女，與甲賀彈正有過一段戀情，但因為兩族的宿怨最終反目成仇。十人眾之一。於第1集被彈正的毒針刺穿頭部，死前將其中一針還擊給彈正，第一個犧牲者。
朧（聲優：水樹奈奈／朱妙蘭／傅其慧）
伊賀阿幻之孫女，個性天真爛漫的美少女，與甲賀弦之介是一對戀人。雖然不會任何忍術，但卻擁有一雙破幻之瞳，能解除對方任何忍術。十人眾之一。於第24集時與甲賀弦之介的決鬥中自殺。
夜叉丸（聲優：矢薙直樹／蘇強文／吳文民）
伊賀十人眾之一。武器為塗了特殊獸油的女性毛髮而編成的細線，能夠輕易地切斷岩石，利用它來使出的絕招為「黑繩地獄」。於第6集與如月左衛門發生戰鬥之際被隱藏於牆內的霞刑部捏死，第六個犧牲者。
小豆蠟齋（聲優：青野武／盧國權／孫中台）
伊賀十人眾之一。身材瘦小的老人，但手腳能如橡膠自在地伸縮攻擊敵人，可利用其彈性掃蕩樹木將之連根拔起。於第7集試圖侵犯胡夷以得知甲賀卍谷眾各人的本領時遭胡夷以忍術吸乾血液而死，第七個犧牲者。
藥師寺天膳（聲優：速水獎／陳欣／李香生）
伊賀副首領，十人眾之一。如軍師一般的存在，個性冷酷，為達目的不擇手段（勾結織田信長大肆屠殺伊賀忍眾，是伊賀與甲賀反目成仇的幕後推手）。曾兩度意欲侵犯朧，但沒有成功。小說中稱其為「不死鳥忍者」。於第3集曾遭地蟲十兵衛匕首刺死但復活，於第十四集被混入船上的霞刑部掐死順便救了朧但之後復活，於第17集遭室賀豹馬以更強大的瞳術自殘而死，但於第19集復活。其後於第21集與陽炎發生關係時中了其忍術而差點死亡，故此於第22集時以無數的針枝將之折磨，最後於第23集與甲賀弦之介的決鬥中遭斬首，於阿福及其部下試圖將之復活時被恢復視力的阿朧以瞳術將擁有復活能力的寄生物驅除，繼而正式死亡，第十八個犧牲者。
雨夜陣五郎（聲優：魚建／李錦綸／陳幼文）
伊賀十人眾之一。體質似蛞蝓，可隨意變形，水中戰鬥上的高手。身體極度需水，卻極度害怕海水，因為海水中具大量鹽份，會溶化其身體。於第14集被混在船上的霞刑部扔進大海中溶化，第十一個犧牲者。
筑摩小四郎（聲優：羽多野涉／劉昭文／陳幼文）
伊賀十人眾之一，天膳的侍從。武器為雙鐮刀，絕技是「吸息旋風鐮鼬之法」，在故事的開篇，與螢火、小豆蠟齋、蓑念鬼三人圍剿風侍將監，被風侍將監封鎖住行動。面對甲賀忍者眾發揮以寡擊眾之實力，並使用了鐮鼬之術戰勝了風侍將監之族人。為伊賀眾中有可能擊敗甲賀弦之介的人，於伊賀裏的時候被甲賀弦之介的瞳術反噬，導致雙目失明。在前進的船上，藥師寺天膳意圖侵犯朧，然而小四郎只是咬著牙，繼續雕刻木雕，卻不敢上前阻止。於第18集時與室賀豹馬決鬥中以忍術將之擊殺，但自身亦受重傷，於第19集由如月左衛門裝扮為朱絹的聲線，說謊說伊賀已敗，要與小四郎共赴死，此時由陽炎假扮朱絹吻他，小四郎沉淪在“朱絹”的温柔當中，在最後時刻卻想起了朧便拼命掙扎，可惜小四郎此時已中劇毒，安然死去，第十四個犧牲者。
蓑念鬼（聲優：内海賢二／鄧榮銾）
伊賀十人眾之一。有被稱為「犬人」的毛髮異常生長體質，能夠自在地操縱身體上的毛髮變成硬直如鋼針的武器。於第11集遭室賀豹馬代甲賀弦之介以更強大的瞳術自殘而死，第九個犧牲者。
螢火（聲優：澤城美雪／曾佩儀／姚敏敏）
伊賀十人眾之一，姿容端麗的蛇蝎美人。擁有操縱昆蟲、爬蟲與小動物的能力，多用於迷惑敵人和誘敵的任務。小說稱其技巧為「仙術」，頸上經常圈著一白蛇，與夜叉丸有婚約。於第13集遭假裝成蓑念鬼的如月左衛門砍斷雙手後繼而被捅中腹部要害後掉落峽谷裂縫而死，第十個犧牲者。
朱絹（聲優：渡邊美佐／黃玉娟／姚敏敏）
伊賀十人眾之一。能夠從身體毛孔噴出血液，化成血霧包圍敵人並矇蔽對方視線，小說中更可藉此軟化鵜殿丈助的收放能力。性格溫柔體貼，一直悉心地照顧著朧，暗戀筑摩小四郎，但不敢表達其戀慕之意，在不戰之約解除時為朧收起弦之介的短笛以作紀念。於第20集遭假裝成藥師寺天膳的如月左衛門抓住後遭陽炎殺死，第十五個犧牲者。

### 幕府
德川家康（聲優：大平透／源家祥／孫中台）
德川幕府初代將軍、大御所。為了解決繼承人問題，而向柳生宗矩和服部正廣等人求教，最終採納天海大僧正的忍者火併方案。
南光坊天海（聲優：麦人／黃子敬）
僧人、德川幕府後見人。向德川家康建議藉甲賀、伊賀兩族之決鬥結果決定第三代將軍人選的始作俑者。
柳生宗矩（聲優：若本規夫／張炳強）
德川家劍術指南役，著名劍豪柳生宗嚴之子。
服部半藏（聲優：立木文彦／林保全）
德川家忍組組頭。動畫中設定為四代服部半藏，名為服部正廣，原作中則設定為二代服部半藏。
服部響八郎（聲優：杉田智和／梁偉德）
四代服部半藏正廣之養子，生父是二代服部半藏正就（聲優：立木文彦）。在伊賀與甲賀展開生死決鬥時負責在一旁監視，並將過程實時呈報家康知晓。
阿福（聲優：斉藤貴美子／黃鳳英）
後來的春日局，竹千代的乳娘和支持者。工於心計，為求勝利甚至親臨戰場對藥師寺天膳給予援助。
阿江與（聲優：よのひかり／袁淑珍）
御台所、德川家康的兒媳婦、二代將軍德川秀忠的正室，亦是竹千代和國千代的生母。傾向於由國千代嗣位，並且不滿阿福擁護竹千代。
竹千代（聲優：あかいとまと／陳凱婷）
秀忠長子，日後的第三代幕府將軍德川家光。
國千代（聲優：小池いずみ／黃鳳英）
秀忠次子、竹千代之弟，日後的駿河大納言德川忠長。

## 出版書籍
| 冊數 | 講談社        | 講談社             | 東立出版社     | 東立出版社         |
| 冊數 | 發售日期      | ISBN               | 發售日期       | ISBN               |
| ---- | ------------- | ------------------ | -------------- | ------------------ |
| 1    | 2003年5月2日  | ISBN 4-06-346197-1 | 2004年8月17日  | ISBN 986-11-4251-7 |
| 2    | 2003年9月16日 | ISBN 4-06-346212-9 | 2004年9月30日  | ISBN 986-11-4252-5 |
| 3    | 2004年1月18日 | ISBN 4-06-346233-1 | 2004年10月18日 | ISBN 986-11-5428-0 |
| 4    | 2004年4月9日  | ISBN 4-06-346238-2 | 2004年12月23日 | ISBN 986-11-5429-9 |
| 5    | 2004年8月9日  | ISBN 4-06-346246-3 | 2005年3月4日   | ISBN 986-11-5430-2 |

| 冊數 | 講談社         | 講談社                 |
| 冊數 | 發售日期       | ISBN                   |
| ---- | -------------- | ---------------------- |
| 上   | 2008年8月12日  | ISBN 978-4-06-370576-8 |
| 中   | 2008年9月12日  | ISBN 978-4-06-370580-5 |
| 下   | 2008年10月10日 | ISBN 978-4-06-370588-1 |

| 冊數 | 講談社        | 講談社                 |
| 冊數 | 發售日期      | ISBN                   |
| ---- | ------------- | ---------------------- |
| 上   | 2012年7月11日 | ISBN 978-4-06-375084-3 |
| 中   | 2012年8月8日  | ISBN 978-4-06-375085-0 |
| 下   | 2012年9月12日 | ISBN 978-4-06-377638-6 |

## 電視動畫

### 製作團隊
- 原作 - 山田風太郎
- 漫畫 - 瀨川雅樹（Young Magazine Uppers/講談社刊）
- 監督 - 木崎文智
- 助監督 - 西本由紀夫
- 系列構成 - 武藤やすゆき
- 人物設計、總作畫監督 - 千葉道德
- 道具設計 - 石野聰
- 美術監督 - 池田繁美
- 色彩監督 - 飯島孝枝
- 攝影監督 - 藤田賢治
- 編輯 - 三嶋章紀
- 音響監督 - 塩屋翼
- 音樂 - 中川孝
- 音樂製作人 - 藤田純二
- 音樂製作 - 創通音樂出版
- 製作人 - 荒井英昌、難波秀行
- 動畫製作人 - 柴田和典
- 動畫製作 - GONZO
- 製作 - Digital anime project、GDH

### 主題曲
片頭曲
「甲賀忍法帖」
作詞・作曲 - 瞬火 / 歌 - 陰陽座
片尾曲
「ヒメムラサキ」（1、9、11、12、15、16、24話）
「WILD EYES」（2-8、10、13、14、17-23話）
作詞・歌 - 水樹奈奈 / 作曲・編曲 - 飯田高廣

### 各話列表
| 話數 | 日文標題 | 中文標題 | 英文標題                 | 腳本         | 分鏡       | 演出       | 作畫監督             |
| ---- | -------- | -------- | ------------------------ | ------------ | ---------- | ---------- | -------------------- |
| 1    |          | 相思相殺 | Destiny                  | 武藤やすゆき | 木崎文智   | 木崎文智   | 千葉道德             |
| 2    |          | 兩幕胎動 | Last Rendezvous          | 武藤やすゆき | 西本由紀夫 | 西本由紀夫 | 橋本英樹             |
| 3    |          | 悲慘凶蟲 | The Onslaught of War     | 岡田麿里     | 大塚健     | 麦野アイス | 石野聰               |
| 4    |          | 妖城夜行 | The Horned Owl           | 武藤やすゆき | 神戶洋行   | 神戶洋行   | 神戶洋行 大木賢一    |
| 5    |          | 忍者之道 | The Surprise Attack      | 武藤やすゆき | 東出太     | 東出太     | 東出太               |
| 6    |          | 降淚戀慕 | Longing in the Rain      | 岡田麿里     | 魔貝昇天   | 筑紫大介   | 河添明               |
| 7    |          | 人肌地獄 | Blood-Sucking Seductress | 武藤やすゆき | 下司康弘   | 下司康弘   | 飯島弘也             |
| 8    |          | 血煙無情 | Cage of Blood            | 山田靖智     | 笹島啓一   | 酒井和男   | 橋本英樹             |
| 9    |          | 哀絕霖雨 | Farewell                 | 武藤やすゆき | 深澤學     | 下司康弘   | 深沢学               |
| 10   |          | 上祖御令 | Devine Mandate           | 武藤やすゆき | 西本由紀夫 | 西本由紀夫 | 河添明               |
| 11   |          | 石礫無告 | On Their Own             | 武藤やすゆき | 魔貝昇天   | 三泥無成   | 石野聡 飯島弘也      |
| 12   |          | 追想幻燈 | Remembrance              | 岡田麿里     | 篠原俊哉   | 水本葉月   | 伊藤秀樹             |
| 13   |          | 蝴蝶亂舞 | A Swarm of butterflies   | 山田靖智     | 福田道生   | 粟井重紀   | 高鉾誠 Park Dae-yeol |
| 14   |          | 散花海峽 | Fallen Flower            | 岡田麿里     | 西本由紀夫 | 下司康弘   | 竹田逸子 橋本英樹    |
| 15   |          | 波濤獄門 | Reckoning                | 山田靖智     | 神戸洋行   | 神戸洋行   | 神戸洋行             |
| 16   |          | 懷抱淡畫 | First Impressions        | 岡田麿里     | 黑津安明   | 石平信司   | 石野聡 飯島弘也      |
| 17   |          | 昏冥流亡 | Wandering Hearts         | 武藤やすゆき | 篠原俊哉   | 下司康弘   | 深沢学 林山人        |
| 18   |          | 無明拂曉 | A Dawn Without Light     | 山田靖智     | 西本由紀夫 | 山田弘和   | 金東俊 飯島弘也      |
| 19   |          | 猛女姦謀 | Conspiracy               | 山田靖智     | 松尾慎     | 松尾慎     | 石井久志             |
| 20   |          | 種種仁慈 | River of Mercy           | 岡田麿里     | 福田道生   | 信田ユウ   | 竹田逸子 河添明      |
| 21   |          | 魅殺陽炎 | With All Her Heart       | 武藤やすゆき | 大塚健     | 西本由紀夫 | 橋本英樹             |
| 22   |          | 鬼哭啾啾 | The Haunted              | 武藤やすゆき | 浅井義之   | 浅井義之   | 村田峻治             |
| 23   |          | 夢幻泡影 | Emancipation             | 武藤やすゆき | 木崎文智   | 木崎文智   | 飯島弘也 石野聡      |
| 24   |          | 來世邂逅 | Requiem                  | 武藤やすゆき | 木崎文智   | 木崎文智   | 千葉道徳             |

### 播放電視台
| 播放地區 | 播放電視台           | 播放日期                 | 播放時間                  | 聯播網    | 備註                        |
| -------- | -------------------- | ------------------------ | ------------------------- | --------- | --------------------------- |
| 三重縣   | 三重電視台           | 2005年4月12日 - 9月20日  | 星期二 24:30 - 25:00      | 獨立UHF局 |                             |
| 埼玉縣   | 玉視                 | 2005年4月12日 - 9月20日  | 星期二 25:00 - 25:30      | 獨立UHF局 |                             |
| 京都府   | KBS京都              | 2005年4月12日 - 9月20日  | 星期二 25:30 - 26:00      | 獨立UHF局 |                             |
| 神奈川縣 | tvk                  | 2005年4月14日 - 9月22日  | 星期四 25:45 - 26:15      | 獨立UHF局 |                             |
| 千葉縣   | 千葉電視台           | 2005年4月16日 - 9月24日  | 星期六 25:35 - 26:05      | 獨立UHF局 |                             |
| 日本全域 | AT-X                 | 2005年5月17日 - 10月25日 | 星期二 9:30 - 10:00       | CS放送    | 有重播                      |
| 日本全域 | パチンコ★パチスロTV! | 2012年4月10日 - 6月3日   | 週二 - 週日 16:00 - 17:00 | CS放送    | 2話連續播放 有重播          |
| 日本全域 | 時代劇專門頻道       | 2017年6月7日 - 8月22日   | 星期二 25:00 - 26:00      | CS放送    | 2話連續播放 有重播 字幕放送 |

- 香港的無綫電視曾購入動畫版《甲賀忍法帖》的播映權，並於2006年9月24日起逢周日於深夜時段於翡翠台播放；而2008年7月6日起於J2台重播。分級為「M成年觀眾」。亦是香港電視廣播中第一套全部集數均分級為「M成年觀眾」的節目。

| 翡翠台 星期日 00:15－01:15 12月10日暫停播映 | 翡翠台 星期日 00:15－01:15 12月10日暫停播映              | 翡翠台 星期日 00:15－01:15 12月10日暫停播映 |
| ------------------------------------------- | -------------------------------------------------------- | ------------------------------------------- |
|                                             | 甲賀忍法帖 （2006年9月24日－12月17日）                   |                                             |
| 七武士 （2006年7月9日－9月17日）            | 聖鬥士星矢冥王十二宮篇 （2006年12月24日－2007年1月28日） |                                             |

- 台灣則在2008年7月12日起晚間11點至12點於衛視中文台播出。從2008年8月3日起，則調動播映時段，於每周日凌晨1:00起一連播出三集。到2008年9月7日播放完畢。分級為輔導級。

## 機台

### 柏青哥
- CRバジリスク（2007年、Sansei R&D）
- CRぱちんこバジリスク（2014年、奧村遊機）
- CRバジリスク～甲賀忍法帖～弦之介の章（2018年、Macy）
- CRバジリスク～甲賀忍法帖～天膳の章（2018年、Macy）

### SLOT（斯洛）
- バジリスク（2009年、Mizuho）
- バジリスク2（2012年、Macy販售）
- バジリスク〜絆〜（2014年、Eleco）
- バジリスク3（2016年、Eleco）

## 關聯項目
- 櫻花忍法帖 BASILISK新章 - 山田正紀的小說。本作為『甲賀忍法帖』的二次創作。

## 外部連結
- （日語）講談社BOOK俱樂部的介紹網頁
- （日語）動畫版官方網站（页面存档备份，存于）
- （日語）Showtime內的官方網站